# David Jarsetz

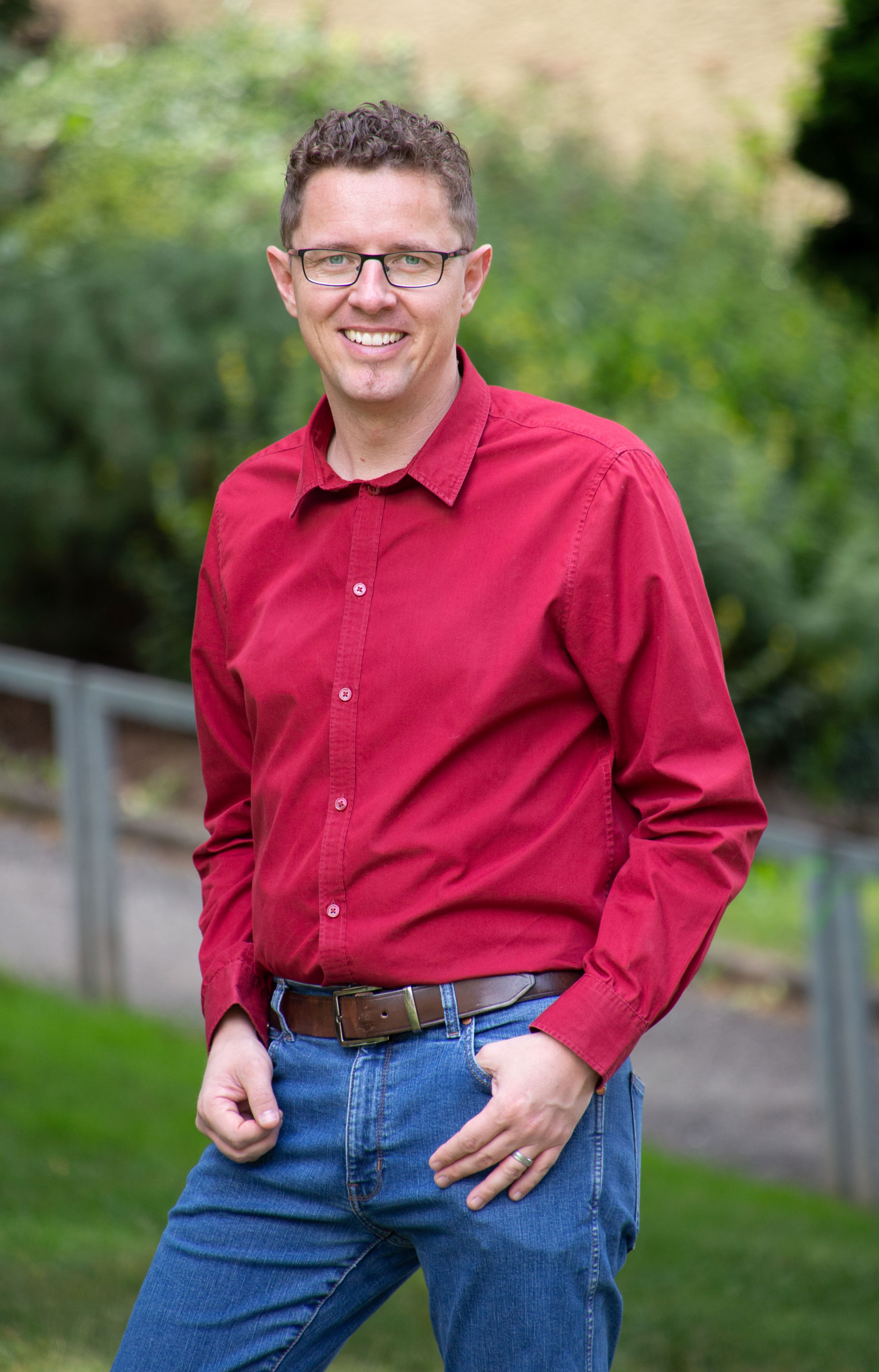
David Jarsetz 2022

David (Dave) Jarsetz (* 5. August 1980 in Oettingen in Bayern) ist ein deutscher evangelischer Theologe, Missionar, ab 2020 Missionsdirektor und seit 2023 Gesamtleiter der Liebenzeller Mission, einer der größten deutschen Missionsgesellschaften.

## Leben und Wirken
David Jarsetz wuchs in Auhausen im Landkreis Donau-Ries auf. Als Jugendlicher engagierte er sich im Jugendkreis des EC-Verbandes, in der örtlichen Liebenzeller Gemeinschaft und in der Kirchengemeinde Auhausen. Er absolvierte eine Ausbildung zum Chemielaborant und studierte von 2002 bis 2005 Theologie am damaligen Theologischen Seminar der Liebenzeller Mission und schloss 2007 mit dem B.A. der Middlesex University in Evangelischer Theologie ab. Ab März 2012 folgte berufsbegleitend ein Studium in Intercultural Studies an der „New Covenant International University“, Florida, das er 2016 mit einer Thesis über: „Die Lebenswelt von Settlement Kindern in Port Moresby, Papua-Neuguinea – eine sozial-empirische Studie“ zum M.A. abschloss. Von 2017 bis 2019 studierte er berufsbegleitend an der Columbia International University zum M.A. in Intercultural Leadership.
Nach einem einjährigen Praktikum in Papua-Neuguinea entwickelte er ab 2008 gemeinsam mit seiner Frau Anette das Kurzeinsatzprogramm „impact“, mit dem junge Menschen zu missionarischen und sozialen Einsätzen mit der Liebenzeller Mission weltweit unterwegs sind. 2011 gab er die Leitung von „impact“ an seinen Nachfolger Stephan Trick ab.
Von 2011 bis 2015 arbeiteten sie als Missionare in den Slums Port Moresbys, Papua-Neuguinea und gründeten dort das sozial-missionarische Projekt „shape life“. Sie boten Programme für Kinder und Jugendliche sowie Schulungen für Mitarbeiter und Pastoren an. Darüber hinaus unterrichtete Jarsetz am College für Christliche Leiter „Christian Leaders‘ Training College“ (CLTC) in Port Moresby. 
2016 kehrten sie nach Deutschland zurück und leiteten bis 2019 die Studien- und Lebensgemeinschaft der Liebenzeller Mission, zu denen damals über 230 Studierende der Internationalen Hochschule Liebenzell (IHL) und der Interkulturellen Theologischen Akademie (ITA) angehören. Anschließend wechselte Jarsetz in die Fachbereichsleitung im Bereich Mission und verantwortet bis heute die Arbeitsgebiete in Amerika, Europa und Südostasien. Er ist zudem als Strategie- und Prozessberater eingesetzt. 
Am 15. Mai 2020 wählte ihn die Mitgliederversammlung der Liebenzeller Mission als neuen Missionsdirektor und Nachfolger von Martin Auch, der sein Amt auf eigenen Wunsch abgab. Jarsetz trat sein neues Amt am 15. September 2020 an und ist für die missionarische Arbeit weltweit verantwortlich, zu der rund 250 Mitarbeitende zählen. Er gehört dem geschäftsführenden Vorstand der Missionsgesellschaft an und ist darüber hinaus Geschäftsführer der Christlichen Gästehäuser Monbachtal und Koordinator der „Liebenzeller Mission International“. Im Oktober 2022 wurde er von der Mitgliederversammlung der Liebenzeller Mission zum Nachfolger des Direktors Johannes Luithle gewählt, der 2023 turnusmäßig aus dem Amt schied. Seit September 2023 ist er Gesamtleiter der Liebenzeller Mission.
Im Juli 2022 wurde Jarsetz in den Vorstand der Arbeitsgemeinschaft Evangelikaler Missionen (AEM) gewählt. Als Redner und Verkündiger ist Jarsetz im deutschsprachigen Raum zu Gottesdiensten und Vorträgen unterwegs und spricht über Themen wie Weltmission oder die „Generation Z“. Ehrenamtlich engagiert er sich bei „Younger Leaders“ der Lausanner Bewegung. Er investiert sich mit der Förderinitiative IN:VEST in junge Leiter und Verkündiger und gehört dem Christlichen Mentoring-Netzwerk (cMn) an.
David Jarsetz ist seit 2008 mit seiner Frau Anette verheiratet und Vater von einem Sohn.

## Veröffentlichungen
- Impact: Kurzzeitmitarbeiterprogramm für missionarische Teameinsätze (mit Anette Jarsetz), Edition VLM, Bad Liebenzell
  - Begleit- und Schulungsbuch Impact: Beziehungsweise Team, 2011, ISBN 978-3-921113-44-8.
  - Begleit- und Schulungsbuch Impact: Beziehungsweise Gastkultur, 2011, ISBN 978-3-921113-93-6.
- shape life: Bible Guide – shaping peoples' life through God's Word, Christian Books Melanesia, 2014, 2. Auflage 2015.
- shape life: Kids Club – Prut bilong Holi Spirit, Christian Books Melanesia, 2015.

Aufsätze
- Ich bin dann mal weg ...: Grundsätzliches zum Thema Kurzzeiteinsätze. In: Mission weltweit 01/2011, S. 17–21.
- Die verwandelnde Kraft. In: Mission weltweit 3/2015; online
- Lausanne: Younger Leaders Gathering. In: Mission weltweit 6/2016; online
- SLG – im Studium geprägt werden. In: Mission weltweit 2/2019; online
- Wie ticken Jugendliche der Generation Z. In: Mission weltweit 4/2019; online
- Mission im Wandel. In: Mission weltweit 5/2021; online